# 李枯叶蛾属
李枯叶蛾属为枯叶蛾科的一个属，分布於亞洲東北部的俄羅斯遠東地區，至南部的喜馬拉雅山脈與中南半島。

## 物种
- 李枯叶蛾 Amurilla subpurpurea (Butler, 1881)
- 会理李枯叶蛾 Amurilla rubra (Hampson, 1896)